# Tirà cardenal de l'illa de San Cristóbal
El tirà cardenal de l'illa de San Cristóbal (Pyrocephalus dubius) és un ocell extint de la família dels tirànids (Tyrannidae).

## Hàbitat i distribució
Habitava els matolls de l'illa de San Cristóbal, a les Galàpagos.